# Hilarempis notabilis
Hilarempis notabilis är en tvåvingeart som beskrevs av Collin 1933. Hilarempis notabilis ingår i släktet Hilarempis och familjen dansflugor. Inga underarter finns listade i Catalogue of Life.